# Guilherme Vergueiro
Guilherme de Campos Vergueiro (São Paulo, 30 de outubro de 1953) é um pianista, arranjador, produtor musical, documentarista e compositor brasileiro.

## Discografia
- (2011) Novos Horizontes
- (2010) Intemporal - Volumes I,II e III
- (2004) Parceria
- (2002) Tanta Luz
- (2000) Espiritu
- (1998) Amazon moon: The Music of Mike Soller
- (1997) Rio-Bahia: Encontro
- (1997) Molambo
- (1995) Love, Carnival & Dreams
- (1983) Ao vivo em Copenhagen
- (1982) Só por Amor
- (1980) Naturalmente

## Documentários

### co produtor e co diretor com André Rosa
(2004) - "Ginga no Asfalto" - com Germano Mathias
(2002) - "Jamelão" - com Jamelão

## Família
É filho do ator, compositor e roteirista Carlos Vergueiro, um dos fundadores do Teatro Brasileiro de Comédia, e seu irmão, Carlinhos Vergueiro, também é artista, e pai da cantora e apresentadora Dora Vergueiro e da jornalista Maria Clara Vergueiro, sendo pentaneto do senador Vergueiro, um dos mais influentes políticos do Império do Brasil (1822-1889), e sobrinho-trineto do barão de Vergueiro e visconde de Vergueiro. Também vem a ser pentaneto do barão de Antonina e sobrinho-pentaneto do barão de Ibicuí. Para além disso, é primo irmão de Maria Alice Vergueiro.